# (11429) Демодок
(11429) Демодок (лат. Demodokus) — типичный троянский астероид Юпитера, движущийся в точке Лагранжа L4, в 60° впереди планеты. Астероид был открыт 24 сентября 1960 года голландскими астрономами К. Й. ван Хаутеном, И. ван Хаутен-Груневельд и Томом Герельсом в Паломарской обсерватории и назван в честь одного из персонажей древнегреческой мифологии.

Орбита астероида Демодок и его положение в Солнечной системе
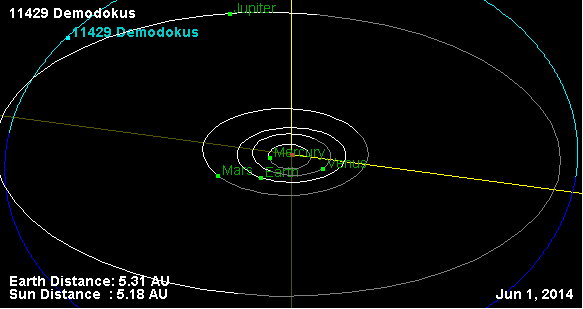
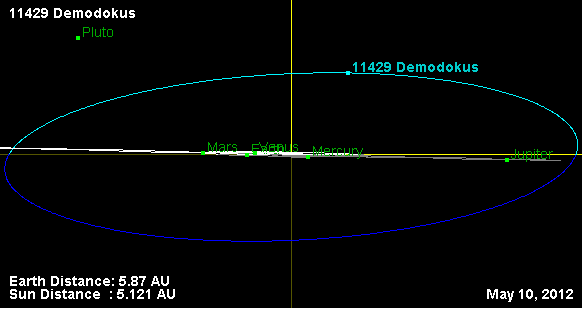